# Bruce Davidson (jinete)
Bruce Oram Davidson (Newburgh, 31 de diciembre de 1949) es un jinete estadounidense que compitió en la modalidad de concurso completo.
Participó en cinco Juegos Olímpicos de Verano, entre los años 1972 y 1996, obteniendo en total cuatro medallas en la prueba por equipos: plata en Múnich 1972 (junto con Kevin Freeman, Michael Plumb y James Wofford), oro en Montreal 1976 (con Edmund Coffin, Michael Plumb y Mary Anne Tauskey), oro en Los Ángeles 1984 (con Michael Plumb, Karen Stives  y Torrance Fleischmann) y plata en Atlanta 1996 (con Karen O'Connor, David O'Connor y Jill Henneberg).
Ganó seis medallas en el Campeonato Mundial de Concurso Completo entre los años 1974 y 1998, y cuatro medallas en los Juegos Panamericanos, en los años 1975 y 1995.

## Palmarés internacional
| Juegos Olímpicos     | Juegos Olímpicos             | Juegos Olímpicos  | Juegos Olímpicos |
| Año                  | Lugar                        | Medalla           | Categoría        |
| -------------------- | ---------------------------- | ----------------- | ---------------- |
| 1972                 | Múnich (RFA)                 | Medalla de plata  | Por equipos      |
| 1976                 | Montreal (Canadá)            | Medalla de oro    | Por equipos      |
| 1984                 | Los Ángeles (Estados Unidos) | Medalla de oro    | Por equipos      |
| 1996                 | Atlanta (Estados Unidos)     | Medalla de plata  | Por equipos      |
| Campeonato Mundial   |                              |                   |                  |
| Año                  | Lugar                        | Medalla           | Categoría        |
| 1974                 | Burghley (Reino Unido)       | Medalla de oro    | Individual       |
| 1974                 | Burghley (Reino Unido)       | Medalla de oro    | Por equipos      |
| 1978                 | Lexington (Estados Unidos)   | Medalla de oro    | Individual       |
| 1978                 | Lexington (Estados Unidos)   | Medalla de bronce | Por equipos      |
| 1990                 | Estocolmo (Suecia)           | Medalla de bronce | Individual       |
| 1998                 | Roma (Italia)                | Medalla de bronce | Por equipos      |
| Juegos Panamericanos |                              |                   |                  |
| Año                  | Lugar                        | Medalla           | Categoría        |
| 1975                 | Ciudad de México (México)    | Medalla de oro    | Por equipos      |
| 1975                 | Ciudad de México (México)    | Medalla de plata  | Individual       |
| 1995                 | Mar del Plata (Argentina)    | Medalla de oro    | Individual       |
| 1995                 | Mar del Plata (Argentina)    | Medalla de plata  | Por equipos      |